# Glusburn
Glusburn är en ort i civil parish i Glusburn and Cross Hills, i kommunen North Yorkshire, Storbritannien. Den ligger i grevskapet North Yorkshire och riksdelen England, i den centrala delen av landet, 290 km norr om huvudstaden London. Glusburn ligger 116 meter över havet och antalet invånare är 7 425. Byn nämndes i Domedagsboken (Domesday Book) år 1086, och kallades då Glusebrun.
Terrängen runt Glusburn är huvudsakligen lite kuperad. Glusburn ligger nere i en dal.Runt Glusburn är det mycket tätbefolkat, med 1 266 invånare per kvadratkilometer. Närmaste större samhälle är Keighley, 7,1 km sydost om Glusburn. Trakten runt Glusburn består i huvudsak av gräsmarker.